# Stephy Mavididi
Stephy Alvaro Mavididi (* 31. Mai 1998 in Derby) ist ein englischer Fußballspieler. Er steht aktuell bei Leicester City unter Vertrag.

## Karriere

### Verein
Mavididi begann seine Karriere beim FC Arsenal. Im September 2014 kam er gegen Borussia Dortmund zu seinem ersten Einsatz für die U-19-Mannschaft von Arsenal in der UEFA Youth League. Im selben Monat spielte er gegen Newcastle United auch erstmals für die Reservemannschaft seines Vereins. Im November 2014 erzielte er bei einem 1:0-Sieg gegen Dortmund sein erstes Tor in der Youth League. Seinen ersten Treffer für die Reserve erzielte er im April 2015 bei einem 4:1-Sieg gegen Stoke City. Im September 2016 stand er im Ligapokalspiel gegen Nottingham Forest erstmals im Profikader von Arsenal.
Im Januar 2017 wurde Mavididi an den Drittligisten Charlton Athletic verliehen. Sein Debüt für Charlton in der League One gab er im Februar 2017, als er am 31. Spieltag der Saison 2016/17 gegen den AFC Wimbledon in der 79. Minute für Ricky Holmes eingewechselt wurde. Am darauffolgenden Spieltag stand er gegen Oldham Athletic erstmals in der Startaufstellung. Nach fünf Spielen für Charlton kehrte er im März 2017 verletzungsbedingt vorzeitig zu Arsenal zurück.
Im August 2017 wurde er erneut verliehen, diesmal an den Zweitligisten Preston North End. Im selben Monat debütierte er für Preston in der Championship, als er am vierten Spieltag der Saison 2017/18 gegen den FC Reading in der 88. Minute für Sean Maguire eingewechselt wurde. Nach zehn Zweitligaeinsätzen für Preston wurde die Leihe im Januar 2018 vorzeitig beendet und Mavididi wurde ein zweites Mal an Charlton verliehen. Bei seinem ersten Spiel nach seiner Rückkehr zu Charlton erzielte er bei einem 1:0-Sieg gegen Oldham auch sein erstes Tor in der League One. Bis Saisonende kam er zu zwölf Einsätzen in der Liga, in denen er zwei Tore erzielte. Nach dem Ende der regulären Saison verpasste er mit Charlton in den Playoffs den Aufstieg in die Championship.
Nach dem Ende der Leihe kehrte Mavididi zur Saison 2018/19 zunächst zu Arsenal zurück und spielte dort wieder für die Reserve. Im August 2018 wechselte er nach Italien zu Juventus Turin, wo er für die drittklassige U23-Mannschaft zum Einsatz kommen sollte. Sein erstes Spiel in der Serie C absolvierte er im September 2018 unter Mauro Zironelli gegen die US Alessandria Calcio. Im Oktober 2018 erzielte er bei einem 1:1-Remis gegen Robur Siena sein erstes Tor in der dritthöchsten italienischen Spielklasse. Im März 2019 stand er gegen Udinese Calcio erstmals im Kader der ersten Mannschaft von Juventus. Im April 2019 gab er schließlich sein Debüt für diese in der Serie A, als er am 32. Spieltag der Saison 2018/19 gegen SPAL Ferrara in der 69. Minute für Moise Kean eingewechselt wurde.
Ende August 2019 wurde eine Ausleihe für die Saison 2019/20 mit anschließender Kaufoption mit dem französischen Erstligisten Dijon FCO vereinbart.  Mavididi bestritt 24 von 25 möglichen Ligaspielen sowie vier Pokalspiele bis zum Abbruch der Saison infolge der COVID-19-Pandemie. Der Verein entschied sich im Juni 2020 jedoch, die Kaufoption nicht auszuüben.
Anfang Juli 2020 wechselte Mavididi zu Dijons Ligakonkurrenten, dem HSC Montpellier.
Im Sommer 2023 wechselte er nach England zu Leicester City in die EFL Championship.

### Nationalmannschaft
Mavididi nahm 2015 mit der englischen U-17-Auswahl an der EM teil und gab dort im ersten Gruppenspiel gegen Italien sein Debüt für diese. Mit England schied er im Viertelfinale gegen Russland aus. Während des Turniers kam er in vier von fünf Spielen der Engländer zum Einsatz, lediglich im Qualifikationsspiel um die WM gegen Spanien wurde er nicht eingesetzt. Da man dieses gewann, nahm man im selben Jahr auch an der WM teil. Dort schied man als Dritter der Gruppe B jedoch bereits in der Vorrunde aus, Mavididi kam in allen drei Spielen zum Einsatz.
Im September 2015 absolvierte er gegen die Niederlande sein einziges Spiel für die U-18-Mannschaft. Im Oktober 2016 kam er gegen Kroatien zu seinem ersten Einsatz für die U-19-Auswahl. Gegen Kroatien erzielte er auch sein erstes Tor für diese. Insgesamt absolvierte er 2016 fünf Spiele für die U-19-Auswahl und erzielte dabei zwei Tore.
Im August 2017 kam er gegen die Niederlande zu seinem Debüt für die U-20-Mannschaft. In jenem Spiel, das die Engländer mit 3:0 gewannen, erzielte Mavididi auch ein Tor. Bis November 2017 kam er zu drei Einsätzen für das U-20-Team und erzielte dabei ebenso viele Tore.

## Erfolge
- Italienischer Meister: 2018/19